# La petita Memole
La petita Memole (とんがり帽子のメモル, Tongari Bōshi no Memoru) és un anime coproduït per Asahi Broadcasting Corporation i Toei Doga, i emès a la cadena TV Asahi del 3 de març de 1984 al 3 de març de 1985. Va tenir un total de 50 episodis.
Abans d'aquest anime, totes les sèries d'animació de Toei Animation a TV Asahi eren produïdes per NET (Nippon Educational TV), excepte alguns episodis de Sabu to Ichi Torimono Hikae, així que va ser la primera vegada que una cadena diferent de TV Asahi va produir un episodi complet.
Una pel·lícula de l'anime es va estrenar el 16 de març de 1985 i un OVA el 21 de juliol de 1985.
A Espanya la sèrie es va emetre en català al Circuit Català de TVE-2 el 7 de desembre 1985 i posteriorment es va tornar a emetre en castellà a la fi dels anys 90 en diverses cadenes locals o autonòmiques.

## Argument
L'obra té per marc una de les zones frontereres de França i Suïssa, un llac on s'albira una petita illa. És en aquesta illa que es desenvolupa l'acció de l'obra. Aquí hi ha el poble més petit del món, anomenat Lil. Els seus habitants, que no aixequen més de setze centímetres de terra, es malfien dels humans de mida normal. Entre aquests habitants es destaca Memole, l'heroïna de la sèrie, que és néta del capitost de llogarret. És una nena una mica xafardera que no resisteix la temptació de descobrir què hi ha més enllà dels límits del poble.

## Personatges
- Memole (メモル, Memoru): És la néta del cap del poble, en Riruru. És una persona curiosa, i actua abans de pensar. També és molt emotiva i temperamental. N'està molt del seu avi.[5]
- Marielle (マリエル, Marieru): Una noia que ha vingut a una cabana del bosc propera per traslladar-se i recuperar-se. No està familiaritzada amb la natura i no sap saltar per terra. A causa d'això, la seva salut s'està deteriorant. Li encanta tocar el piano i en sap molt.[5]
- Rupang (ルパング, Rupangu): El fill de Torilone, que presumeix de ser un lladre. Té mal geni i és molt enginyós.[5]
- Popit (ポピット, Popitto): L'únic fill d'un músic, Forten. Respecta el seu pare i s'enfadarà amb la Memole si sent que parla malament d'ell. En contrast amb la Memole, en Pppit és el tipus de persona que pensa i actua en conseqüència.[5]
- Ryukkuman (リュックマン, Ryukkuman): la seva filosofia és viatjar. Fa viatges sense pensar-s'ho dos cops i sense preocupar-se mai. És popular amb els nens petits.[5]